# Palácio dos Chavões
O Palácio dos Chavões, Solar dos Chavões ou Palácio dos Chavões e Capela de Nossa Senhora das Angústias fica localizado na Quinta dos Chavões, na freguesia de Vila Chã de Ourique, Município de Cartaxo, em Portugal.
Este monumento foi umas das mais imponentes residências senhoriais do Ribatejo. A sua fundação data do século XIV, sendo apontada a data de 1345 para a edificação do núcleo primitivo da casa.
Em 1982 foi classificado como Imóvel de Interesse Público.

## História
Sabe-se que em 1382, era designada como "Casa dos Chavões" e que já estava habitada. Nesta mesma data, o cavaleiro Lourenço Gonçalves, proprietário e possivelmente seu edificador, deixou a propriedade à Igreja de Santo Estevão de Santarém. Até meados do século XV, a "Casa dos Chavões" ficou integrada nos bens do templo escalabitano citado atrás, passando, em 1468, novamente à propriedade particular.
Desde meados do século XV foi pertença de vários particulares (Afonso de Matos, Francisco de Matos, Simão de Matos, Diogo de Matos, Francisco Tristão, Manuel Coelho e Ana Lobata). Em 1590, a Quinta dos Chavões tornou-se propriedade de Rui Teles de Menezes, senhor de Unhão. Foi também Rui Teles de Menezes quem, no início do século XVII, propôs obras na estrutura do paço medieval, transformando-o num solar maneirista de grandes dimensões. Nos Chavões esteve também D. Pedro II, sendo este local palco de secretas reuniões dos seus conjurados, e que em 1640 proclamaram a Restauração da Independência, face ao domínio de Espanha.
Ao nível estético, o palácio tem um pátio quadrangular central, e desenvolve-se numa planimetria em "U", muito comum na arquitectura senhorial seiscentista. A fachada principal apresenta muitas semelhanças com o palácio quinhentista da Quinta das Torres de Azeitão.
O Palácio dos Chavões manteve praticamente intacta a estrutura maneirista ao longo de vários séculos, até que em meados do século XIX, entre 1846 e 1848, D. Domingos Teles da Gama, marquês de Nisa e proprietário dos Chavões, mandou executar obras de alteração na estrutura dos dois corpos laterais. Estes, tal como a fachada posterior da casa, adquiriam uma feição neo-gótica. No conjunto do palácio, estava ainda integrada uma capela, dedicada a Santo Amaro, que ficou destruída num incêndio ocorrido em 1909. O seu actual proprietário adquiriu-o em 1980, na altura em que estava a ser usado como curral de ovelhas, encontrando-se à data num completo estado de abandono.